# Malurus lamberti
Il maluro variegato, scricciolo fatato variegato o scricciolo australiano variegato (Malurus lamberti Vigors & Horsfield, 1827) è un uccello passeriforme del genere Malurus, a sua volta appartenente alla famiglia delle Maluridae. È endemico dell'Australia.

## Descrizione
È lungo 14-15 cm e pesa 6-11 grammi. Come le altre specie del genere Malurus, presenta uno spiccato dimorfismo sessuale.
I maschi mutano il piumaggio e ne adottano uno speciale per la stagione degli amori, molto appariscente, di colore blu sgargiante sulla testa, sulla regione auricolare e sulla nuca, in contrasto con un colore pettorale nero o indaco scuro, con il bruno-rossastro alla base delle ali e il marrone-grigiastro sulla porzione dorsale delle ali stesse; presenta inoltre una coda grigio-bluastra e un ventre color bianco crema. Le piume dai colori vivaci della fronte e della regione auricolare sono ben visibili per attirare la femmina durante il corteggiamento che precede l'accoppiamento.
Le femmine, i maschi in periodi diversi da quello dell'accoppiamento e gli esemplari giovani sono prevalentemente marroni; i maschi hanno il becco nero, come nero è il contorno degli occhi, mentre le femmine hanno il becco bruno-rossastro e intorno agli occhi hanno un piumaggio di colore rossastro brillante. Il becco dei maschi diventa nero con la maturità sessuale, a sei mesi di età e mutano per la prima volta nel piumaggio di accoppiamento durante la prima stagione riproduttiva, lasciando tracce del piumaggio precedente e perfezionando cromaticamente la muta solo uno o due anni dopo. Entrambi i sessi fanno di nuovo la muta in autunno dopo il periodo riproduttivo; lo splendore del piumaggio dei maschi viene coperto fino all'inverno o alla primavera successivi, quando i maschi adottano nuovamente il piumaggio dei periodi di accoppiamento. Il colore azzurro cielo della zona auricolare nei maschi serve inoltre alla riflessione dei raggi ultravioletti, utile per la visione di questi uccelli.
I maluri variegati utilizzano la comunicazione vocale soprattutto nelle attività sociali tra esemplari della stessa specie, per avvisare della presenza di una fonte di cibo o per lanciare segnali di pericolo, nonché per difendere il territorio nel quale vive il gruppo di uccelli. Il canto tipico di M. lamberti è una melodia acuta e intensa, composta da un gran numero di motivi brevi, uno ogni 10 a 20 secondi e della durata massima di 4 secondi. Il loro canto è più sommesso di quello di altre specie del loro genere Malurus.

## Biologia

### Alimentazione
Come altri maluri, è un raccoglitore attivo e impaziente, specialmente nei campi aperti e in presenza di fogliame basso. Si muove con una serie di saltelli, mantenendo l'equilibrio grazie alla lunghezza della coda, che tiene solitamente in direzione verticale e che raramente è in posizione di riposo. Le sue ali corte e arrotondate gli sono utili per voli brevi, ma non per grandi spostamenti. Durante la primavera e l'estate sono attivi durante il giorno e accompagnano la ricerca del cibo con cinguettii di vario tipo. Gli insetti di cui si cibano sono numerosi e facili da catturare, il che permette agli uccelli di riposarsi durante le sessioni di caccia. Il gruppo di maluri si riunisce e si riposa spesso durante le calde ore pomeridiane. L'alimentazione è più difficile durante l'inverno, periodo che richiede l'impiego di intere giornate alla ricerca del cibo necessario per la sopravvivenza.
È stato osservato che i maschi trasportano petali di fiori colorati da mostrare alle femmine come parte del rituale di corteggiamento. In questa specie i petali raccolti sono generalmente gialli. La presentazione dei petali può avvenire nel territorio del maschio che li presenta, oppure in un altro territorio.
Esiste una cooperazione tra coppie e gruppi che mantengono e difendono piccoli territori durante tutto l'anno. Apparentemente l'accoppiamento sessuale avviene solo all'interno di ciascun gruppo, ma con partner di volta in volta diversi. La femmina e il maschio si prendono cura equamente dei pulcini, mentre diversi aiutanti collaborano nel nutrirli e trasportarli, nonché nella difesa della zona del nido. Si riparano in gruppi piccoli, faccia a faccia, formando una copertura compatta. Occasionalmente sono stati visti gruppi di dieci o più uccelli, ma non è noto se si tratti di raduni accidentali o di gruppi permanenti. Gli esemplari di M. lamberti fanno inoltre esibizioni e movimenti rapidi per distrarre i predatori e tenerli lontani dai nidi, mentre emettono le grida d'allarme allo scopo di far accorrere gli altri membri del gruppo.
Consuma un'ampia gamma di piccoli animali, principalmente insetti, tra cui formiche, cavallette, mosche, Curculionidi e vari tipi di larve. In genere l'uccello esplora i due metri circa che sovrastano il suolo e caccia quasi esclusivamente a queste altezze.

### Riproduzione
L'accoppiamento avviene tra la primavera e la fine dell'estate; il nido è generalmente situato su una fitta trama di fogliame e rametti, a meno di un metro dal suolo. È una struttura rotonda o a cupola, fatta di erbe vagamente intrecciate e resti di ragnatele, con un ingresso su un lato. Se la stagione riproduttiva è particolarmente lunga, possono avere luogo anche due o più covate. La femmina depone tre o quattro uova di colore bianco perlaceo, con puntini bruno-rossastri, che misurano 12 per 16 mm. Le uova vengono incubate per 14-16 giorni, dopodiché i pulcini vengono nutriti e la loro materia fecale viene rimossa da tutti i membri del gruppo, per i 10-12 giorni successivi alla schiusa. I genitori e gli uccelli aiutanti nutrono i piccoli per un ulteriore mese circa. I giovani uccelli spesso rimangono nel gruppo familiare come aiutanti per un anno o più, prima di trasferirsi in un altro gruppo; alcuni esemplari, tuttavia, abbandonano il gruppo parentale sin dal primo anno di età.